# Kashmore
Kashmore ou Kashmor (en ourdou : کشمور) est une ville pakistanaise située dans le district de Kashmore, dans le nord de la province du Sind. C'est la capitale et deuxième plus grande ville du district, après Kandhkot. Elle est située à près de cent kilomètres au nord-est de Sukkur.
La population de la ville a été multipliée par plus de huit entre 1972 et 2017, passant de 6 572 habitants à 56 087. Entre 1998 et 2017, la croissance annuelle moyenne s'affiche à 3,6 %, bien supérieure à la moyenne nationale de 2,4 %. Selon le recensement de 2023, la population de la ville monte à 63 984 habitants.
|            | 1972 (rec.) | 1981 (rec.) | 1998 (rec.) | 2017 (rec.) | 2023 (rec.) |
| ---------- | ----------- | ----------- | ----------- | ----------- | ----------- |
| Population | 6 572       | 12 102      | 28 548      | 56 087      | 63 984      |